# Present perfect
Il present perfect è un tempo verbale composto della lingua inglese.
In italiano a volte corrisponde al passato prossimo ma non sempre. A seconda dei casi, infatti, può essere necessario tradurlo con un presente. Si pensi, ad esempio, al costrutto: I've known Emma for ten years.
A differenza del past simple, il present perfect non indica quand' è avvenuta l'azione espressa dal verbo
| Esempio con to play  | Esempio con to play               | Esempio con to play   | Esempio con to play           |
| Forma affermativa    | Forma negativa                    | Forma interrogativa   | Risposta breve                |
| -------------------- | --------------------------------- | --------------------- | ----------------------------- |
| I have played        | I have not (haven't) played       | Have I played?        | Yes/No, I have/have not       |
| You have played      | You have not (haven't) played     | Have you played?      | Yes/No, you have/have not     |
| He/She/It has played | He/She/It has not (hasn't) played | Has He/she/it played? | Yes/No, he/she/it has/has not |
| We have played       | We have not (haven't) played      | Have we played?       | Yes/No, we have/have not      |
| You have played      | You have not (haven't) played     | Have you played?      | Yes/No, you have/have not     |
| They have played     | They have not (haven't) played    | Have they played?     | Yes/No, they have/have not    |

## Formazione

### Forma affermativa
| I/you/we/they | have/has - hoce/hof  | played             |
| ------------- | -------------------- | ------------------ |
| Soggetto      | Ausiliare "have/has" | Participio passato |

### Forma negativa
| I/you/we/they | have not/has not         | played             |
| ------------- | ------------------------ | ------------------ |
| Soggetto      | Ausiliare to have + not1 | Participio passato |

1La forma contratta è haven't/hasn't

### Forma interrogativa
| Have/has          | I/you/we/they | played             |
| ----------------- | ------------- | ------------------ |
| Ausiliare to have | Soggetto      | Participio passato |

## Participio passato in inglese
Normalmente il participio passato si forma aggiungendo alla fine -ed, come al past simple.

### Variazioni
- Se il verbo finisce con "e" si aggiunge solo -d.
  - situate/situated
  - introduce/introduced
  - live/lived
- Se il verbo finisce con "y" preceduta da una consonante, si sostituisce la "y" con i e si aggiunge -ed.
  - study/studied
  - fancy/fancied
  - try/tried
- Se il verbo finisce con una consonante preceduta da vocale la consonante si raddoppia e si aggiunge "ed".
  - stop/stopped
  - travel/travelled
  - prefer/preferred

Esistono, inoltre, numerosi verbi irregolari che non seguono alcuna regola per formare il participio.